# Sonic Advance
Sonic Advance ist ein 2D-Jump-’n’-Run-Computerspiel, das von Sonic Team und Dimps entwickelt und von Sega erstmals in Japan am 20. Dezember 2001 für den Game Boy Advance veröffentlicht wurde. Es ist der erste Teil der Trilogie und basiert auf den Originalspielen vom Sega Mega Drive.
Dabei handelt es sich um das erste Sonic-Spiel, welches exklusiv für eine Nintendo-Konsole entwickelt wurde, nachdem das am selben Tag erstveröffentlichte Sonic Adventure 2 Battle für den Nintendo GameCube einen Port der Sega-Dreamcast-Version darstellt.
Es ist der Nachfolger von Sonic the Hedgehog Pocket Adventure (1999) und der Vorgänger von Sonic Advance 2 (2002).

## Handlung
Der böse Wissenschaftler Dr. Eggman plant, die Weltherrschaft zu übernehmen und das „Eggman Empire“ zu errichten. Dazu nimmt er weiterhin Tiere gefangen. Sonic the Hedgehog, Miles Tails Prower, Knuckles the Echidna und Amy Rose machen sich auf den Weg, um Dr. Eggmans Pläne zu vereiteln.
Im Laufe des Abenteuers flieht Dr. Eggman mit einer Rakete in den Weltraum. Die Helden folgen ihm auf seine Raumstation, doch nur Sonic kann sich mit den sieben Chaos Emeralds zu Super Sonic verwandeln und auf den Mond folgen, wo er Dr. Eggman erneut besiegt.

## Gameplay
In Sonic Advance übernimmt der Spieler wahlweise die Kontrolle über den blauen Igel Sonic (verfügt wie in Sonic the Hedgehog 3 über den Insta-Shield), den zweischwänzigen Fuchs  Tails (kann in der Luft fliegen und unter Wasser schwimmen), den Echidna Knuckles (kann in der Luft gleiten und an bestimmten Wänden klettern) oder die Igeldame Amy (kann ihren Piko Piko Hammer nutzen, um Gegner zu besiegen) in einem sidescrollenden 2D-Jump-’n’-Run. Das Leveldesign passt sich mit Sprungfedern, Loopings und mehr dem dynamischen, schnellen Spielgefühl an. Neben dem Steuerkreuz zur Bewegung ist nur ein Aktionsknopf zum Springen nötig. In springender oder rollender Form, Spin Attack genannt, können alle Spielfiguren außer Amy Gegner besiegen oder Itemboxen, auf dessen Bildschirm das jeweilige enthaltene Item angezeigt wird, öffnen. Wenn man mit dem Steuerkreuz nach unten die Spielfigur ducken lässt und dann die Sprungtaste betätigt und loslässt, kann die Spielfigur mit dem Spin Dash aus dem Stand schnell mit der Spin Attack nach vorne preschen. Bei Berührung können die goldenen Ringe eingesammelt werden; Nimmt die Spielfigur Schaden, verliert sie die Ringe. Nimmt die Spielfigur Schaden, ohne Ringe zu besitzen, fällt in einen tödlichen Abgrund, wird zerquetscht oder ertrinkt, verliert sie ein Extraleben, von denen man zu Spielbeginn drei besitzt. Sammelt man 100 Ringe, erhält man ein weiteres Extraleben. Auch in den Itemboxen kann ein Extraleben, fünf Ringe, zehn Ringe, eine beliebige Anzahl an Ringen, ein Schutzschild, ein magnetisches Schutzschild, vorübergehende erhöhte Geschwindigkeit oder vorübergehende Unverwundbarkeit enthalten sein. Checkpoints in Form von Laternen markieren bei einem Lebensverlust den Rücksetzpunkt. Auch werden bei allen Aktionen Punkte gesammelt, die wiederum „Continues“ geben können, sodass das Spiel trotz Verlust sämtlicher Extraleben fortgesetzt werden kann. Die meisten Gegner können mit der Spin Attack besiegt werden, was Punkte bringt und die gefangenen Tiere befreit. Neu ist das Grinden an bestimmten Schienen und Stellen.
Das Spiel besteht aus neun Zonen (Neo Green Hill Zone, Secret Base Zone, Casino Paradise Zone, Ice Mountain Zone, Angel Island Zone, Egg Rocket Zone, Cosmic Angel Zone, X-Zone und The Moon Zone), von denen die ersten fünf Zonen aus zwei Acts und die letzten vier Zonen aus einem einzelnen Act bestehen, die als Level definiert werden können. Jede Zone hat dabei ihre eigene Thematik, Aussehen und Gegner-Vielfalt. Am Ende des jeweils zweiten Acts wartet zudem ein Kampf gegen den Widersacher Dr. Eggman und eine seiner tödlichen Maschinen. Jede Zone mit zwei Acts hat jeweils einen Special Spring (die Ice Mountain Zone derer zwei) schwer erreichbar im Level versteckt, mit dem man zur Special Stage gelangt. Werden dort in der innerhalb des Zeitlimits genügend Ringe gesammelt, verdient man sich einen der sieben Chaos Emeralds. Die finale The Moon Zone ist nur erreichbar, wenn man Sonic spielt und zuvor alle sieben Chaos Emeralds gefunden hat.
Abgesehen vom Kernspiel ist Sonic Advance eines der drei Game-Boy-Advance-Spiele neben Sonic Advance 2 (2002) und Sonic Pinball Party (2003), welche den Modus „Tiny Chao Garden“ enthalten. Darin kann man seine Chao-Figuren aus einem Ei schlüpfen lassen, es füttern und pflegen sowie die Umgebung ändern. Mit einem speziellen Verbindungskabel namens „DOL-011“ kann man seinen Game Boy Advance mit einem Nintendo GameCube verbinden und so seine Chao-Figuren zwischen dem „Tiny Chao Garden“ und dem „Chao Garden“ von den GameCube-Spielen Sonic Adventure 2 Battle (2001), Sonic Adventure DX: Director’s Cut (2003) oder Phantasy Star Online Episode I & II (2002) beliebig transferieren.

### Level
| Nr. | Zone                 | Acts | Bosskämpfe      | Gegner                                       |
| --- | -------------------- | ---- | --------------- | -------------------------------------------- |
| 1   | Neo Green Hill Zone  | 2    | Egg Hammer Tank | Gamigami, Kerokero, Kiki, Rhinotank, Stinger |
| 2   | Secret Base Zone     | 2    | Egg Press       | Mogu, Senbon, Tentou                         |
| 3   | Casino Paradise Zone | 2    | Egg Ball        | Hanabii, Pierrot, Slot                       |
| 4   | Ice Mountain Zone    | 2    | Egg Spider      | Drisame, Kuraa, Pen, Yukimaru                |
| 5   | Angel Island Zone    | 2    | Mecha Knuckles  | Leon, Rhinotank, Stinger, Wamu               |
| 6   | Egg Rocket Zone      | 1    | -               | Mirror, Mogu, Oct                            |
| 7   | Cosmic Angel Zone    | 1    | Egg Snake       | Mirror, Mogu, Oct                            |
| 8   | X-Zone               | 1    | Egg X           | Egg Wrecker, Drill Eggman                    |
| 9   | The Moon Zone        | 1    | Super Egg Robot | -                                            |

## Neuveröffentlichungen und Nachfolger

### Sonic N
Im Oktober 2003 veröffentlichte Sega für den Handheld-Handy-Hybriden Nokia N-Gage einen Launch-Titel mit dem Namen Sonic N, der einen Port des Game-Boy-Advance-Spiels Sonic Advance darstellt. Dabei wurden Änderungen vorgenommen, um sich dem System anzupassen. Statt den 240×160 Pixeln an Bildschirm im 3:2-Format verfügt das Nokia N-Gage über einen senkrechten Bildschirm im 11:13-Format. Bei Sonic N kann eingestellt werden, ob man den Bildschirm des Systems ausfüllt, dabei aber kaum Weitsicht nach links und rechts hat, was bei üblichen Jump 'n' Runs sehr unvorteilhaft ist. Alternativ lassen sich mit der #-Taste große Balken am oberen und unteren Rand platzieren, um im 3:2-Format, aber dann mit deutlich kleinerem Bildschirmausschnitt zu spielen. So ist das Spiel auf die eine wie auf diese andere Weise eher ungeeignet für das Nokia N-Gage. Zudem wurden der Mehrspieler-Modus, der Tiny Chao Garden und der Sound-Test entfernt und manche Soundeffekte haben einen leicht höheren Klang.

### Neuveröffentlichungen
Das im Jahre 2003 für Nokia N-Gage veröffentlichte Sonic N stellt größtenteils Sonic Advance dar, hauptsächlich durch die verschiedenen Bildschirmausschnitte unterschieden. Für den Game Boy Advance erschienen 2005 die Spielesammlungen 2 Games in 1: Sonic Advance & Sonic Pinball Party (Nordamerika, Europa), 2 Games in 1: Sonic Advance & Sonic Battle (Japan, Europa) und 2 Games in 1: Sonic Advance & ChuChu Rocket! (Japan, Europa). Eine 2011 nur in Japan veröffentlichte Android-Version enthielt nur drei oder vier Zonen, abhängig vom jeweiligen Gerät des Nutzers. Ebenfalls nur in Japan erschien Sonic Advance im Jahre 2015 für die Virtual Console der Wii U.

### Nachfolger
Dieselben Entwickler vom Sonic Team und Dimps waren auch für die direkten Nachfolger Sonic Advance 2 (2002) und Sonic Advance 3 (2004) verantwortlich. Die Serie ging gefühlt nahtlos auf dem Nintendo DS mit Sonic Rush (2005), Sonic Rush Adventure (2007) und Sonic Colours (2010) weiter. Weitere klassische Jump 'n' Runs, die auf die Sega Mega Drive-Originalspiele basieren, waren in der Folge Sonic the Hedgehog 4: Episode I (2010), Sonic the Hedgehog 4: Episode II (2012) und Sonic Mania (2017).

## Rezeption
Sonic Advance wurde allgemein positiv bewertet. Gelobt wurde in erster Linie die Rückkehr zum traditionellen Sonic-Gamedesign. Kritisiert wurde vor allem das Finden und Bewältigen der Special Stage.

„Umsetzung gelungen, Spielspassziel knapp verfehlt: Sonic & Co. rasen mit einer abartigen Geschwindigkeit durch knallbunte, fantasievoll gestaltete Levels – Fans der 16-Bit-Abenteuer wird’s freuen. Alle anderen müssen sich erstmal an den mitunter sehr nervigen Spielablauf gewöhnen: Nicht selten stoppen urplötzlich auftauchende Feinde oder Speerspitzen Euer Highspeed-Erlebnis und berauben Euch aller gesammelten Ringe. Die ersten Male steckt Ihr dies noch mit einem Achselzucken weg, nach dutzenden Kollisionen läuft Euer GBA jedoch Gefahr, an der Wand zu zersplittern. Der spannende Mehrspieler-Modus, die nette Chao-Zucht (inklusive Gamecube-Link) und die unterschiedlichen Charaktere retten Sonic Advance dann doch über die 70-Prozent-Marke.“

„Dieses Spiel ist bestimmt die beste zweidimensionale Sonic-Episode. Neben Crash Bandicoot XS und Super Mario Advance 2 gehört dieser Titel in die Sammlung jedes Jump&Run-Fans. Nachdem ein ganzer Haufen durchschnittlicher Hüpfspiele auf dem GBA rausgekommen ist, kann man endlich wieder aufatmen.“

Auch aus kommerzieller Sicht war das Spiel ein Erfolg. Sonic Advance verkaufte sich auf dem Game Boy Advance weltweit 1,515 Millionen Mal und belegt Platz 25 der bestverkauften Game-Boy-Advance-Spiele.